# Instituto Profesional de Chillán Televisión
O Instituto Profesional de Chillán Televisiónn (também conhecido como Iproch TV ou simplesmente Canal 10) foi uma rede de televisão aberta chilena, sediado na cidade de Chillán, a atual capital da Região do Ñuble. No final de 1993, o canal encerrou suas transmissões, devido à chegada iminente do canal Chilevisión, sinal sucessor da Universidade do Chile.